# Salzburg Hauptbahnhof
La Estación central de Salzburgo (en alemán Salzburg Hauptbahnhof, abreviada Salzburg Hbf), es la principal estación de ferrocarril de Salzburgo, capital del estado federado de Salzburgo en Austria. La estación original fue inaugurada en 1860, reconstruida en 2014, y es un importante centro del transporte en el oeste de Austria. Tiene conexión directa con la Deutsche Bahn y las principales capitales de la Europa Central.

## Servicios
Actualmente la estación es una parada de trenes Intercity-Express e InterCity de larga distancia, así como trenes de cercanías operados por Deutsche Bahn (DB AG) y los Ferrocarriles Federales Austriacos (ÖBB). La estación es también un punto de carga para los trenes Motorail.

### Trenes de larga distancia
| Línea       | Ruta                                                             | Horario                                  |
| ----------- | ---------------------------------------------------------------- | ---------------------------------------- |
| RJ/ICE 90   | Múnich – Salzburgo – Linz – Viena Oeste (– Budapest)             | Trenes individuales                      |
| ICE 766/767 | Innsbruck – Salzburgo – Linz – Viena Oeste                       |                                          |
| IC 32       | Dortmund – Colonia – Fráncfort – Stuttgart – Múnich – Salzburgo  | Trenes individuales                      |
| EC 62       | Siegen – Fráncfort – Stuttgart – Múnich – Salzburgo – Klagenfurt | Un par de trenes con cambio de dirección |
| IC 62       | Fráncfort – Stuttgart – Múnich – Salzburgo                       | Cada dos horas                           |
| IC 90       | Múnich – Salzburgo                                               | Cada dos horas                           |
| IC          | Salzburg – Viena Oeste                                           |                                          |
| RE EC/RJ    | Viena Oeste – Salzburgo – Innsbruck – Bregenz / – Zúrich         |                                          |